# Massapê do Piauí
Massapê do Piauí est une municipalité brésilienne située dans l'État du Piauí.